# カルロス・ザンブラーノ
カルロス・アルベルト・ザンブラーノ・マトス（Carlos Alberto Zambrano Matos, 1981年6月1日 - ）は、ベネズエラ・ボリバル共和国カラボボ州プエルト・カベージョ出身の元プロ野球選手(投手)。右投両打。
ニックネームは "Big Z"。

## 経歴

### プロ入り前
自分を含めて8人兄弟という大家族に生まれ、少年時代から野球に親しむ。当時は一塁手で、試合中に "Soy pequeño Mark McGwire!" （俺は小さなマーク・マグワイアだ！）などと叫んでいたという。ただ、野球アカデミーなどに所属した経験はなく、当時は憧れのメジャーリーガーもいなかったと本人は語っている。

### カブス時代
1997年にカブスと契約。
2001年8月20日、ブルワーズとのダブルヘッダー第2戦に先発登板しメジャーデビュー。1か月後の9月20日、アストロズ戦でリリーフとして2/3イニングを投げ、メジャー初勝利を挙げた。
2002年は開幕をマイナーAAA級アイオワで迎えたが、その後すぐにメジャー昇格。7月1日以降は先発ローテーション入りする。
2003年は開幕からローテーションに定着。ケリー・ウッド、マット・クレメント、マーク・プライアー、ショーン・エステスに次ぐ5番手という立場ながら200イニングを投げ13勝を記録。
2004年には16勝・防御率2.75（リーグ4位）でチーム二冠となり、自身初のオールスター選出、さらにサイ・ヤング賞の投票では5位に。
2005年には開幕投手になった。その開幕戦で球審の判定に腹を立て「お前には眼鏡が必要だ」と暴言を吐いたことで退場処分を受けたザンブラーノだが、このシーズンを通してエースとして活躍し14勝・防御率3.26・202奪三振を記録、投球3部門でチームトップとなった。
2006年開幕前の3月に第1回WBCのベネズエラ代表に選出された。初戦・ドミニカ共和国戦での登板を希望したが、同じ先発投手のヨハン・サンタナもまた、その試合で投げることを望んだため、サンタナが先発しザンブラーノが救援することに。その試合ではエイドリアン・ベルトレに3点本塁打を浴びたが、ザンブラーノはこの試合を大会で一番の思い出に挙げ、次回大会への出場も希望した。
シーズンでは、7月中に6勝を挙げ、月間防御率が4.15ながら月間最優秀投手賞を受賞。9月4日の登板では背中を痛めたが、サイ・ヤング賞受賞の可能性があることを理由にその後も強行出場を続けた。この年はチームが地区最下位に沈むなか、与四球がリーグ最多ながらシーズン通算16勝を挙げ、自身初タイトルとなる最多勝（他5投手とのタイ）を獲得。サイ･ヤング賞の投票では5位に入った。
2007年は、シーズン開幕前に「今年はオレがサイ・ヤング賞を獲る。そして、カブスはワールドシリーズで優勝。このオレが保証する」と宣言。しかしこの年、ザンブラーノはトラブルに見舞われる。まず、6月1日のブレーブス戦において、捕逸や暴投で失点したことに怒り、ベンチやクラブハウスで捕手マイケル・バレットと殴り合いを起こす。この件については同月20日、最終的にバレットがパドレスへトレードで放出されることになった。また、9月3日のドジャース戦では4.1回8失点で降板。ファンは8月以降勝ち星のなかったザンブラーノにブーイングを浴びせ、これに対しザンブラーノは罵り言葉を発しながらベンチへ。翌日に謝罪したが、評判を落としてしまった。結局、この年は自己最多の18勝を挙げたが、奪三振率やWHIPが前年から低下し、サイ・ヤング賞の投票では2年連続の5位。チームは前年の最下位から地区優勝しポストシーズンへ進出したが、地区シリーズで敗退。8月17日には5年総額9,150万ドルで契約を延長するなど明るい話題もあったが、自身もチームも開幕前の宣言通りにはならなかった。
2008年はザンブラーノ本人によると球速が出ず、93、94mph（約149.7  - 151.3km/h）が精一杯だったという。3・4月と5月の2か月連続で月間防御率が2点台前半と好調だったが、6月に肩を痛めて故障者リスト入り。復帰後の7月はいい成績を残していたものの、8月・9月は月間防御率が7点台まで落ち込む不振に陥り、9月2日の登板で肩を痛め次の登板を回避している。シーズン投球回は6年ぶりに200を下回った。9月14日のアストロズ戦では4回にミゲル・テハダに四球を与え、完全試合を逃すもノーヒッターを達成。2年連続出場のポストシーズンでは再び地区シリーズで敗退。ザンブラーノも同シリーズで敗戦投手となり、またもチームを世界一に導くことができなかった。さらに、この右肩痛が原因で、前述の通り参加を希望していた第2回WBCも出場辞退ということになった。

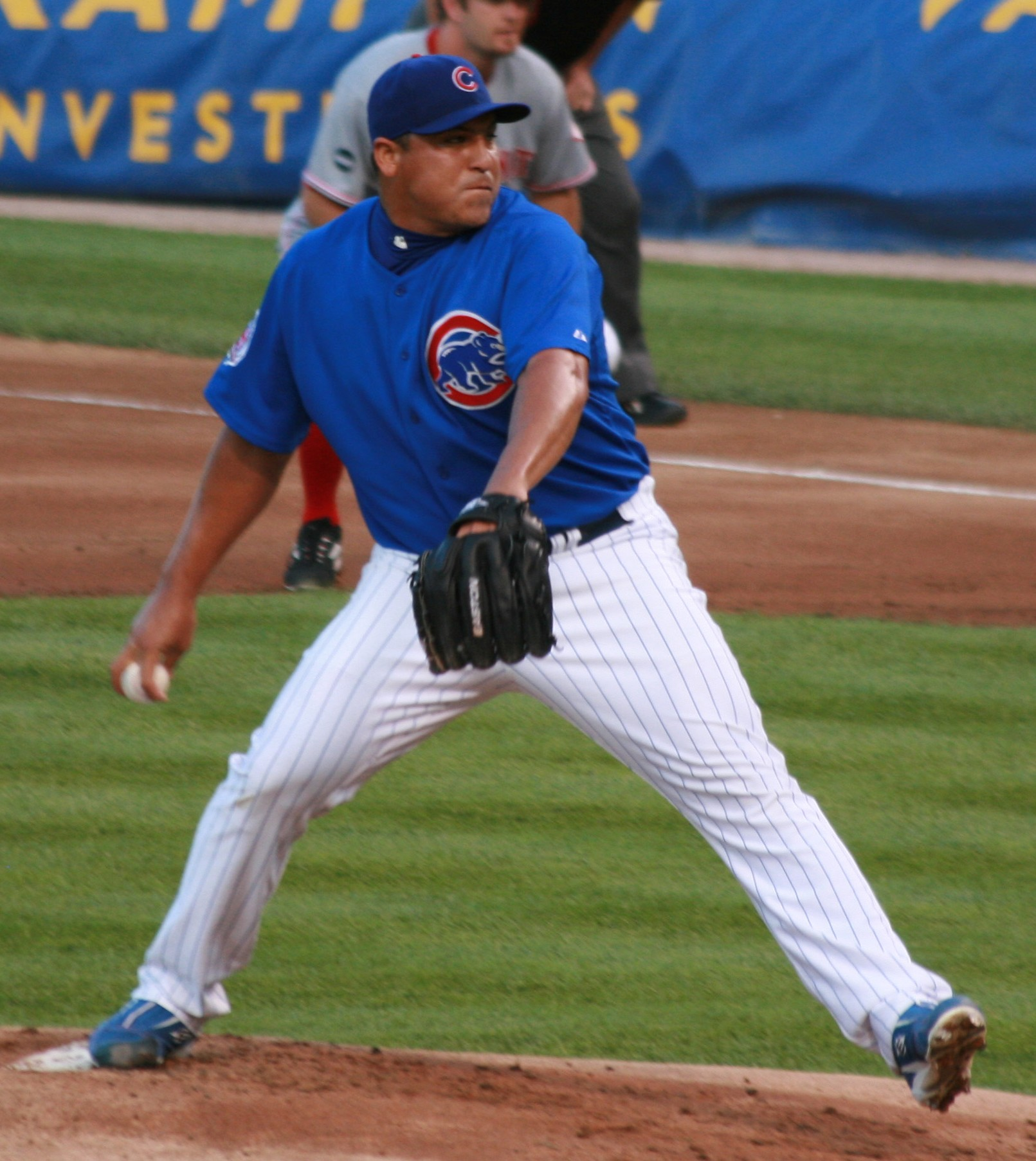
2008年7月9日

2011年8月12日のアトランタ・ブレーブス戦で危険球退場となった後、「引退する」と言い残して、無断でロッカーを整理して帰宅・失踪する騒動を起こし、球団から30日の資格停止処分を受け、そのままシーズンを終えた。2年の契約が残っているも退団は確実とされていたが、2011年8月15日の地元テレビの取材に「またカブスで投げたい。カブスが迎え入れてくれるなら、再びチームに戻る。心の底から、永遠にカブスの一員になる」と発言した。

### マーリンズ時代
2012年1月5日、クリス・ボルスタッドとのトレードによる、マイアミ・マーリンズへ移籍が発表された。2012年の年俸約1,800万ドルのうち250万ドルをマーリンズが負担し、2013年分やトレード拒否条項についてはザンブラーノが放棄した。オフにFAとなった。
2013年開幕前の3月に第3回WBCのベネズエラ代表に選出され、2大会振り2度目の選出を果たした。

### フィリーズ傘下時代～現役引退
2013年5月17日、フィラデルフィア・フィリーズとマイナー契約したが、7月にDFAとなる。11月から、ベネズエラのウィンターリーグに参加した。
2014年9月5日に引退を表明した。

### 現役復帰
2018年7月5日にリーガ・メヒカーナ・デ・ベイスボルのユカタン・ライオンズと契約し現役復帰。しかし、8月14日に解雇となった。オフはベネズエラのウィンターリーグでプレー。
2019年4月16日に独立リーグ・アメリカン・アソシエーションのシカゴ・ドッグスと契約。2020年1月17日に二度目の現役引退を表明した。

## 選手としての特徴

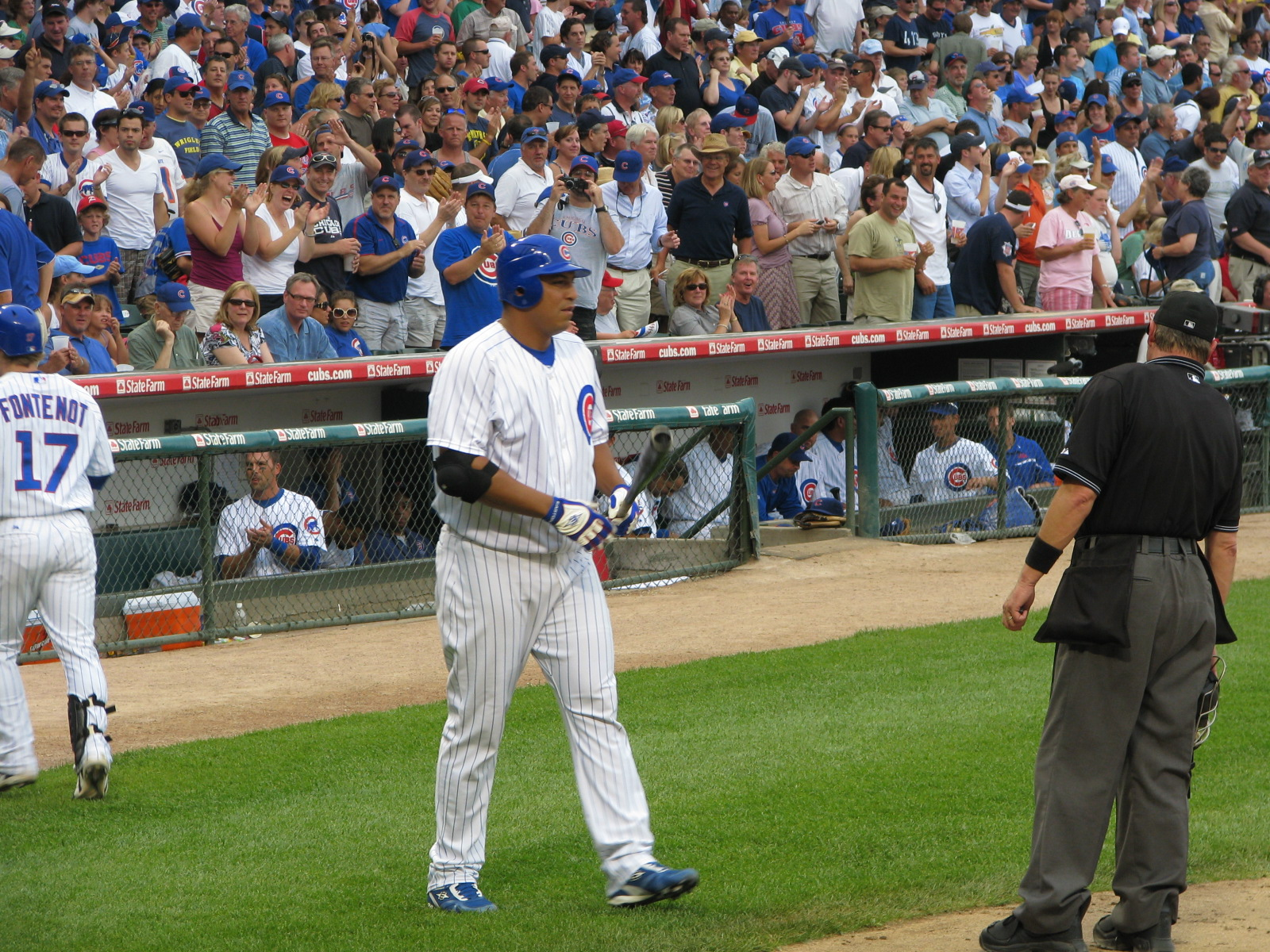
2008年7月10日のシンシナティ・レッズ戦において、マイケル・ワーツの代打として打席に向かうザンブラーノ。本拠地リグレー・フィールドのファンは拍手喝采で迎えたが、結果は投ゴロに終わった

### 投球
最速101mph（約162km/h）のフォーシーム・ファストボールとツーシーム（シンカー）、スライダー、カーブ、SFFを持つ。ツーシームは簡単にフライを打ち上げることができないため「ヘビーシンカー」と呼ばれる。
2004年から3年連続で奪三振率でリーグ10位以内に入ったが、本人は「私はストライクアウト・マンではない。グラウンドボール・マンだ」と語っている。

### 打撃
強打のスイッチヒッターとしても活躍しており、今まで30回代打として起用されたことがある。2008年にはオールスターゲーム前日に行われるホームランダービーに出場すべきと言う声もあった。2005年は80打数24安打・打率.300を記録。2006年は73打数11安打・打率.151ながら6本塁打を放ち、ファーガソン・ジェンキンスが1971年に記録した投手による本塁打の球団記録に並ぶとともにシルバースラッガー賞を初受賞。同賞は83打数28安打で打率.337を記録した2008年にも受賞した。
通算成績は、打率.238、24本塁打、71打点、OPS.636。24本塁打は投手としては2014年時点で歴代9位タイ。

## 詳細情報

### 年度別投手成績
| 年 度     | 球 団     | 登 板 | 先 発 | 完 投 | 完 封 | 無 四 球 | 勝 利 | 敗 戦 | セ 丨 ブ | ホ 丨 ル ド | 勝 率 | 打 者 | 投 球 回 | 被 安 打 | 被 本 塁 打 | 与 四 球 | 敬 遠 | 与 死 球 | 奪 三 振 | 暴 投 | ボ 丨 ク | 失 点 | 自 責 点 | 防 御 率 | W H I P |
| --------- | --------- | ----- | ----- | ----- | ----- | -------- | ----- | ----- | -------- | ----------- | ----- | ----- | -------- | -------- | ----------- | -------- | ----- | -------- | -------- | ----- | -------- | ----- | -------- | -------- | ------- |
| 2001      | CHC       | 6     | 1     | 0     | 0     | 0        | 1     | 2     | 0        | 0           | .333  | 42    | 7.2      | 11       | 2           | 8        | 0     | 1        | 4        | 1     | 0        | 13    | 13       | 15.26    | 2.48    |
| 2002      | CHC       | 32    | 16    | 0     | 0     | 0        | 4     | 8     | 0        | 0           | .333  | 477   | 108.1    | 94       | 9           | 63       | 2     | 4        | 93       | 6     | 0        | 53    | 44       | 3.66     | 1.45    |
| 2003      | CHC       | 32    | 32    | 3     | 1     | 0        | 13    | 11    | 0        | 0           | .542  | 907   | 214.0    | 188      | 9           | 94       | 12    | 10       | 168      | 6     | 1        | 88    | 74       | 3.11     | 1.32    |
| 2004      | CHC       | 31    | 31    | 1     | 1     | 0        | 16    | 8     | 0        | 0           | .667  | 887   | 209.2    | 174      | 14          | 81       | 4     | 20       | 188      | 6     | 2        | 73    | 64       | 2.75     | 1.22    |
| 2005      | CHC       | 33    | 33    | 2     | 0     | 0        | 14    | 6     | 0        | 0           | .700  | 909   | 223.1    | 170      | 21          | 86       | 3     | 8        | 202      | 7     | 0        | 88    | 81       | 3.26     | 1.15    |
| 2006      | CHC       | 33    | 33    | 0     | 0     | 0        | 16    | 7     | 0        | 0           | .696  | 917   | 214.0    | 162      | 20          | 115      | 4     | 9        | 210      | 9     | 1        | 91    | 81       | 3.41     | 1.29    |
| 2007      | CHC       | 34    | 34    | 1     | 0     | 0        | 18    | 13    | 0        | 0           | .581  | 925   | 216.1    | 187      | 23          | 101      | 4     | 14       | 177      | 3     | 0        | 100   | 95       | 3.95     | 1.33    |
| 2008      | CHC       | 30    | 30    | 1     | 1     | 0        | 14    | 6     | 0        | 0           | .700  | 796   | 188.2    | 172      | 18          | 72       | 1     | 6        | 130      | 4     | 0        | 85    | 82       | 3.91     | 1.29    |
| 2009      | CHC       | 28    | 28    | 1     | 1     | 0        | 9     | 7     | 0        | 0           | .563  | 733   | 169.1    | 155      | 10          | 78       | 6     | 9        | 152      | 7     | 0        | 78    | 71       | 3.77     | 1.38    |
| 2010      | CHC       | 36    | 20    | 0     | 0     | 0        | 11    | 6     | 0        | 4           | .647  | 571   | 129.2    | 119      | 7           | 69       | 0     | 6        | 117      | 7     | 1        | 55    | 48       | 3.33     | 1.45    |
| 2011      | CHC       | 24    | 24    | 0     | 0     | 0        | 9     | 7     | 0        | 0           | .563  | 634   | 145.2    | 154      | 19          | 56       | 4     | 5        | 101      | 1     | 0        | 80    | 78       | 4.82     | 1.44    |
| 2012      | MIA       | 35    | 20    | 1     | 1     | 0        | 7     | 10    | 0        | 2           | .412  | 591   | 132.1    | 123      | 9           | 75       | 1     | 10       | 95       | 1     | 0        | 75    | 66       | 4.49     | 1.50    |
| MLB：12年 | MLB：12年 | 354   | 302   | 10    | 5     | 0        | 132   | 91    | 0        | 6           | .592  | 8389  | 1959.0   | 1709     | 161         | 898      | 41    | 102      | 1637     | 58    | 5        | 879   | 797      | 3.66     | 1.33    |

- 太字はリーグ1位。

### 獲得タイトル・表彰・記録
- 最多勝利 1回：2006年 (16勝)
- シルバースラッガー賞 3回：2006年、2008年、2009年
- オールスター選出 3回：2004年、2006年、2008年

#### 諸記録
- 2005年8月7日のメッツ戦で先発し、相手の先発投手ビクター・ザンブラーノと投げ合った。この時点で両者ともMLB通算勝利数は42勝だった。同姓かつ通算勝利数が同じ投手が先発として投げ合うのは、Elias Sports Bureau によれば1944年6月15日以来61年ぶり史上2度目の出来事である[20]。両者はベネズエラ出身という点でも共通している。
- 2008年9月14日のアストロズ戦でノーヒッターを達成した。この試合は当初はアストロズの本拠地球場ミニッツメイド・パークで開催される予定だったが、ハリケーン・アイクがテキサス州に上陸し、同球場があるヒューストンも損害を受けたため予定を変更、ブルワーズの本拠地であるウィスコンシン州ミルウォーキーのミラー・パークで行われた。試合する2チームのどちらの本拠地でもない中立地でノーヒッターが達成されたのは、Elias Sports Bureau によると史上初である[21]。

### 背番号
- 38 (2001年 - 2012年)

### 代表歴
- 2006 ワールド・ベースボール・クラシック・ベネズエラ代表
- 2013 ワールド・ベースボール・クラシック・ベネズエラ代表